# 브로츠와프 시비에보츠키
브로츠와프 시비에보츠키(폴란드어: Wrocław Świebodzki)는 폴란드 돌니실롱스크주 브로츠와프 프셰드미에시치에스비드니츠키에에 있는 폐역이다. 브로츠와프에 있는 3개의 보존된 여객 철도역 중 가장 오래된 곳으로, 선로나 플랫폼 등의 시설이 여전히 있다. 현재 건물 내에는 극장, 사무실, 음식점 등이 들어서 있다. 매주 일요일 역 밖에서 벼룩시장이 열린다. 나중에 철도역으로 재개할 계획이 있다.